# گراف چرخ
هر گراف G که دارای n راس باشد که{\displaystyle n\geq 4} و یکی از رئوس از درجهٔ {\displaystyle n-1} و بقیه از درجهٔ سه باشند، را یک گراف چرخ (نام علمی: Wheel graph) می‌نامیم.

## ماتریس مجاورت گراف چرخ
در این ماتریس درایه‌های روی دو قطر بالا و پایین  قطر اصلی و همچنین تمام درایه‌های روی سطر آخر و ستون آخر (بجز {\displaystyle a_{n*n}}) و نیز درایه ی یکی مانده به آخر در سطر اول و یکی مانده به آخر در ستون اول 1 هستند و بقیه همگی صفرند.
{\displaystyle {\begin{bmatrix}0&1&0&\ldots &0&1&1\\1&0&1&0&\ldots \ldots &0&1\\0&1&0&1&0&\ldots &1\\\vdots &0&1&0&1&0\ldots &1\\0&\vdots &0&1&0&\ddots \ddots &0\\1&0&\vdots &0&\ddots &\ddots &1\\1&1&1&1&1&1&0\end{bmatrix}}_{n*n}}